# Нова Гребля (Брагінський район)
Нова Гребля — (біл. вёска Новая Грэбля), село (веска) в складі Брагінського району розташоване в Гомельській області Білорусі. Село підпорядковане Чемериській сільській раді і в ньому мешкає 44 особи (станом на 2004 рік).
Село Нова Гребля розташоване на південному сході Білорусі, у південній частині Гомельської області, неподалік від районного центру Брагіна (за 14 кілометрів східніше).